# Santi Asoke
Santi Asoke (nach Pali, in Thai สันติอโศก, RTGS: Santi Asok, so viel wie „Friedlicher Ashoka“) ist eine Sekte des Theravada-Buddhismus in Thailand, die 1975 von dem früheren Fernsehunterhalter und Liedermacher Phra Bodhirak gegründet wurde. Sie wird teils als buddhistische Reformbewegung, teils als fundamentalistische Gruppe bezeichnet. Santi Asoke tritt für eine Rückkehr zu den Werten und Praktiken des ursprünglichen Buddhismus ein, lehnt Materialismus und Konsumismus strikt ab und fordert ihre Anhänger zu einer asketischen Lebensführung auf. Die Gruppe erfreute sich vor allem in den 1980er-Jahren und frühen 90er-Jahren einiger Popularität und großer öffentlicher Aufmerksamkeit, verlor seither aber wieder an Bedeutung.

## Entwicklung
Der Gründer der Sekte, Rak Rakphong (* 1934 in Si Sa Ket, Nordostthailand) war väterlicherseits chinesischer Herkunft und ursprünglich ein Songkomponist und Fernsehunterhalter. Im Alter von 36 Jahren ließ er sich 1970 zum Mönch weihen, nahm den Ordensnamen Phra Bodhirak (auch Bodhiraksa oder Phothirak geschrieben) an und trat der Thammayut-nikai, einem der beiden Orden der staatlich anerkannten und regulierten thailändischen Sangha, bei. Bald begann er, andere Mönche öffentlich und mit deutlichen Worten für ihre Disziplinlosigkeit zu kritisieren. Er verließ seinen Orden 1973, um eine alternative Gruppe zu bilden, die er zunächst Asoke-Gruppe nannte und die er als Verschmelzung von Theravada- und Mahayana-Buddhismus versteht. Sie wirkt als eine radikale Bewegung, die in ihrer einfachen Lebensweise auf die Waldmönche zurückführt. Als wichtigen Einfluss nennt Bodhirak den bedeutenden thailändischen Mönch und buddhistischen Reformer Buddhadasa. Das Erkennungszeichen der Santi-Asoke-Mönche sind braune Roben anstelle der sonst in Thailand üblichen safran-orangen, weil letztere eine Abweichung von den ursprünglichen Jüngern des Buddhas seien.
Santi Asoke legt Wert auf eine streng moralische Gemeinschaft, die den Theravada-Traditionen verpflichtet ist und zehn weitere Gebote für Mönche und Laien bereithält.
Santi Asoke entwickelte auch ein wirtschafts- bzw. entwicklungspolitisches Konzept: „Richtige Entwicklung“ müsse der Gruppe zufolge kulturell und lokal verortet, auf den Lebensunterhalt und das Auskommen von Menschen statt auf makroökonomisches Wachstum konzentriert, ökologisch nachhaltig sowie endogen (von innen her) angeregt, umgesetzt und aufrechterhalten werden. Sie lehnt daher Materialismus und Massenkonsum ab und predigt den Grundsatz „Iss wenig, kaufe wenig.“
Im Juni 1989 wurden Bodhirak und 79 seiner Anhänger wegen Verstößen gegen das Sangha-Gesetz von 1962 verhaftet. Der Anführer sowie eine Reihe von Mönchen wurden aus der offiziellen Mönchsgemeinschaft ausgeschlossen und damit laisiert. Damit wurde die Bewegung vermutlich irreparabel geschädigt, obwohl sie immer noch im thailändischen Buddhismus präsent ist. Im Jahr 1995 wurde Bodhirak wegen unberechtigten Auftretens als Mönch (Art. 208 des thailändischen Strafgesetzbuchs) zu 5 Jahren und 6 Monaten Gefängnis verurteilt, das Gericht setzte die Strafe aber zur Bewährung aus. Der Oberste Gerichtshof bestätigte das Urteil im Revisionsverfahren, reduzierte das Strafmaß jedoch auf 4 Jahre und 6 Monate.
Aus Santi Asoke hat sich auch eine politische Partei entwickelt, die Palang-Dharma-Partei („Partei der moralischen Kraft“). Ihr Anführer, der Santi-Asoke-Anhänger Chamlong Srimuang, war von 1985 bis 1992 Gouverneur von Bangkok und der prominenteste Anführer der Massenproteste der Opposition gegen die militärgestützte Regierung im „Schwarzen Mai“ 1992. Bei der Parlamentswahl 1992 im September war Palang Dharma mit 18 % den Stimmen nach die zweitstärkste Partei. Anschließend verlor sie jedoch rapide an Popularität und versank 1996 in der Bedeutungslosigkeit. Inzwischen tritt die sogenannte „Dharma-Armee“ (kong thap tham) als außerparlamentarischer politischer Arm von Santi Asoke auf, etwa bei den regierungskritischen Protesten der „Gelbhemden“ in den Jahren 2006 und 2008 sowie der Anti-Thaksin-Bewegung 2013. Daneben arbeitet sie als Basisorganisation, die in ländlichen Gebieten für nachhaltige Landwirtschaft eintritt.